# Konrad Kettig
Konrad Kettig (* 2. März 1911 in Goslar; † 9. Juni 1999 in Berlin) war ein deutscher Historiker und Bibliothekar.

## Leben und Wirken
Konrad Kettig studierte Geschichte, Germanistik, Geographie und Philosophie an der Universität Berlin und promovierte dort 1936. Das Staatsexamen für den höheren Schuldienst legte er 1938 ab. 1939 trat er als Volontär an der Universitätsbibliothek Berlin in den wissenschaftlichen Bibliotheksdienst ein. Die Fachprüfung hierfür legte er erst 1948 nach dem Zweiten Weltkrieg an der Öffentlichen Wissenschaftlichen Bibliothek Berlin ab. Danach war er zunächst weiter an der Universitätsbibliothek Berlin tätig. 1951 wurde er Leiter der Bibliothek der Deutschen Hochschule für Politik in Berlin und ab 1955 arbeitete er an der Senatsbibliothek Berlin. Von 1962 bis 1967 war Kettig als stellvertretender Direktor der Württembergischen Landesbibliothek tätig. Im Jahre 1967 wurde er Direktor der Universitätsbibliothek der Freien Universität Berlin. Dieses Amt hatte er bis 1976 inne. Seit 1969 lehrte er außerdem als Honorarprofessor für Bibliothekswissenschaft an der Freien Universität Berlin. 
Kettig veröffentlichte zahlreiche Arbeiten zur Geschichte Berlins vor allem im 19. und 20. Jahrhundert. 

## Schriften
- Friedrich Wilhelms IV. Stellung zu Frankreich bis zur Errichtung des 2. französischen Kaiserreiches (2. Dez. 1852). Triltsch & Huther, Berlin 1937 (Dissertation Universität Berlin).
- Ernst Kaeber als Berlinischer Historiker. Anschließend Bibliographie. In: Der Bär von Berlin, Bd. 7 (1957), S. 7–18.
- Jacob Burckhardts Berliner Jahre im vormärzlichen Preußen. In: Der Bär von Berlin Bd. 7 (1957), S. 56–97.
- Zur Berliner Jugendgeschichte des Deutschamerikaners Franz Lieber. In: Jürgen Busch (Hrsg.): Kleine Beiträge aus der bibliothekarischen Arbeit.  Wilhelm Schuster zum 70. Geburtstag am 10. Juni 1958 gewidmet. Amerika-Gedenkbibliothek, Berlin 1959, S. 41–57.
- Wilhelm Wackernagel. Schicksal eines Berliner Demagogen von 1819. In: Der Bär von Berlin, Bd. 9 (1960), S. 7–27.
- Berlin im 19. und 20. Jahrhundert (1806–1945). In: Otto-Friedrich Gandert u. a.: Heimatchronik Berlin (= Heimatchroniken der Städte und Kreise des Bundesgebietes, Bd. 25). Archiv für Deutsche Heimatpflege, Köln 1962, S. 347–472.
- Gemeinsinn und Mitverantwortung. Beiträge zur Geschichte der Berliner Stadtverordnetenversammlung. In: Der Bär von Berlin, Bd. 12 (1963), S. 7–27.
- Der Professor als Parlamentarier. Clemens August Karl Klenze als Mitglied der Berliner Stadtverordnetenversammlung in den Jahren 1833–1838. In: Der Bär von Berlin, Bd. 14 (1965), S. 122–136.
- Philipp Buttmann (1764–1829). Bibliothekar und Gelehrter. Zugleich ein Beitrag zur Geschichte der Berliner Staatsbibliothek. In: Bibliothek und Wissenschaft, Bd. 5 (1968), S. 103–157.
- (Hrsg.): Kleine Schriften. Festgabe der Universitätsbibliothek der Freien Universität Berlin für Wieland Schmidt zum 65. Geburtstag. Harrassowitz, Wiesbaden 1969.
- Goetheverehrung in Berlin. Ein Besuch von August u. Ottilie von Goethe in der preußischen Residenz 1819. In: Schriften des Vereins für die Geschichte Berlins, H. 61 (1977), S. 87–132.
- Demagogenverfolgung in Berlin im Jahre 1819. In: Der Bär von Berlin, Bd. 31 (1982), S. 7–57.